# Natalia Tena
Natalia Gastiain Tena (Londen, 1 november 1984) is een Engelse actrice en zangeres van Spaanse afkomst.
Haar eerste filmrol was in About a Boy uit 2002. Daarin speelde ze Ellie. Ze heeft in de jaren daarna bijrollen gehad in onder meer de films Gone to Earth, Nights at the Circus en Brönte. Daarna speelde ze als Nymphadora Tops (Engels: Nymphadora Tonks) in Harry Potter en de Orde van de Feniks, Harry Potter en de Halfbloed Prins, Harry Potter and the Deathly Hallows part I en Harry Potter and the Deathly Hallows part II.

## Filmografie
- 2002: About a Boy als Ellie
- 2004: Gone to Earth (theater)
- 2004: Brontë (theater)
- 2005: Doctors - Boundaries als Amy Emerson
- 2005: Mrs. Henderson Presents als Peggy
- 2006: Afterlife - Mirrorball als Gemma
- 2007: Harry Potter en de Orde van de Feniks als Nymphadora Tops
- 2007: The 11th Commandment
- 2007: Level 21
- 2009: Harry Potter en de Halfbloed Prins als Nymphadora Tops
- 2010: Harry Potter and the Deathly Hallows part I als Nymphadora Tops
- 2011: Harry Potter and the Deathly Hallows part II als Nymphadora Tops
- 2011: You Instead als Morello
- 2011-2016: Game of Thrones als Osha (televisieserie, 16 afl.)
- 2014: 10.000 km als Alex
- 2014: Black Mirror als Jennifer (televisieserie, 1 afl.)
- 2017: Amar als Merche
- 2019: The Mandalorian  als Xi'an
- 2023: John Wick: Chapter 4 als Katia